# Minjung
Król Goguryeo Minjung (? – 48) – czwarty król Goguryeo, największego spośród Trzech Królestw Korei. Panował w latach 44-48. Był piątym synem drugiego władcy króla Yuriego. Informacje o jego życiu pochodzą głównie z koreańskich kronik Samguk Sagi i Samguk Yusa.

## Pochodzenie
Według Samguk Sagi Hae Saek-ju był piątym synem króla Yuriego, wnukiem założyciela państwa Jumonga i bratem poprzedniego króla Daemusina. Po śmierci brata został nowym królem, z uwagi na młody wiek następcy tronu księcia Hae U (następnego króla Mobon). Kronika Samguk Yusa twierdzi natomiast, że Saek-ju był synem króla Daemusina i bratem Hae U. Ta teoria jest uznawana w chwili obecnej za mało prawdopodobną.

## Panowanie
Panowanie Minjunga nie trwało długo, potrafił on jednak utrzymać pokój wewnątrz kraju i nie wdawać się w konflikty z państwami ościennymi. Po panowaniu Daemusina, które składało się z niekończących się wojen, ten kilkuletni okres spokoju pozwolił skonsolidować państwo i umocnić je wewnętrznie.
W czasie panowania Minjunga doszło w Goguryeo do kilku katastrof naturalnych. W roku 46 wschodnie prowincje kraju nawiedziła powódź. Doprowadziło to do masowych ucieczek w głąb państwa i do klęski głodu. Minjung rozkazał otworzyć królewskie magazyny i rozdysponować żywność między głodującą ludność.

## Rodzina
- Ojciec: Yuri
- Matka: nieznana

- Dzieci: brak informacji

## Śmierć i dziedzictwo
W roku 48, po czterech latach panowania, król zachorował i zmarł. Na łożu śmierci poprosił, by pochować go w grocie, którą jakiś czas wcześniej odwiedził. Jego życzenie zostało spełnione. Tron przeszedł na jego bratanka, Hae U, który panować miał jako Mobon.